# Vodovrati
Vodovrati (en macédonien Водоврати) est un village du centre de la Macédoine du Nord, situé dans la municipalité de Gradsko. Le village comptait 379 habitants en 2002.

## Démographie
Lors du recensement de 2002, le village comptait :
- Roms : 79
- Bosniaques : 192
- Macédoniens : 60
- Turcs : 16
- Albanais : 13
- Serbes : 4
- Autres : 15